# Ashutosh Singh (Tennisspieler)
Ashutosh Singh (* 25. September 1982) ist ein ehemaliger indischer Tennisspieler.

## Persönliches
Er ist mit Renuka Singh verheiratet. In seiner Familie sind einige mit der Sportart Tennis verbunden. Sein Vater Balram Sing ist Nationalcoach des Landes; sein Bruder Lalit ist Umpire und war auf Grand Slam-Ebene aktiv.

## Karriere
Singh spielte bis 2000 nur wenige Matches auf der ITF Junior Tour. In der Jugend-Rangliste erreichte er mit Rang 477 seine höchste Notierung.
Bei den Profis spielte Singh im Anschluss an seine Zeit als Junior und vor allem auf der ITF Future Tour. Im Einzel kam er nie über Platz 525, erreicht im Juli 2008, hinaus. 2007 zog er in zwei Future-Endspiele ein, die er beide nicht gewann. Zwei Matches gewann er in seiner gesamten Einzelkarriere auf der ATP Challenger Tour, darunter in Neu-Delhi 2008 gegen die Nummer 213 der Welt Alexander Kudrjawzew.
Im Doppel gewann er 2005 die ersten zwei Futures, wodurch er das Jahr auf Platz 369 der Weltrangliste beendete. 2006 stieß er beim Challenger in Dharwad ins Halbfinale vor. Ende 2007 stand er bei sechs Future-Titeln, sein Ranking hatte sich aber kaum verbessert. In diesem Jahr spielte er in bei den Chennai Open dank einer Wildcard sein einziges Match auf ATP-Tour-Level. Mit Vishal Uppal verlor er zum Auftakt gegen Tomas Behrend und Robin Vik. 2008 wurde das erfolgreichste Jahr in Singhs Karriere. Er spielte meist mit seinem Landsmann Harsh Mankad zusammen. In dieser Konstellation erreichten sie das Finale von vier Challengers. Jene von Manchester und Nashville verloren sie, während sie Mitte des Jahres zwei Ausgaben des ATP Challenger Neu-Delhi gewannen. Im Februar 2009 stieg Singh auf sein Rekordhoch von Rang 150 im Doppel. Ohne seinen Partner Mankad konnte er nicht an alte Erfolge anknüpfen. Er gewann zwar 2009 und 2010 noch sechs Futures, wegen ausbleibendem Erfolg bei Challengers war er Ende 2009 schon aus den Top 400 gefallen. 2011 spielte er das letzte Mal regelmäßig Turniere.

## Erfolge
| Legende (Anzahl der Siege) |
| Grand Slam                 |
| ATP Finals                 |
| ATP Tour Masters 1000      |
| ATP Tour 500               |
| ATP Tour 250               |
| ATP Challenger Tour (2)    |

### Doppel

#### Turniersiege
| Nr. | Datum           | Turnier       | Belag     | Partner      | Finalgegner                  | Ergebnis         |
| --- | --------------- | ------------- | --------- | ------------ | ---------------------------- | ---------------- |
| 1.  | 23. Mai 2008    | Neu-Delhi (1) | Hartplatz | Harsh Mankad | Brendan Evans Mustafa Ghouse | 7:5, 6:3         |
| 2.  | 15. August 2008 | Neu-Delhi (2) | Hartplatz | Harsh Mankad | Rohan Gajjar Purav Raja      | 4:6, 6:4, [11:9] |